# Hugh Brodie
Hugh Abdullah Rashid Brodie (* 7. Februar 1933 in Warrenton, Warren County, North Carolina; † 5. April 2017 in Roscoe, Sullivan County, New York) war ein US-amerikanischer Jazz-Saxophonist, der sich auch zeitweise als Filmschauspieler betätigte.

## Leben und Wirken
Hugh Brodie wuchs im ländlichen North Carolina auf und besuchte die Kunsthochschule in Newark. Erste Auftritte hatte er in Clubs in Atlantic City und in Manhattan. Er zog um 1960 mit seiner Familie nach Brooklyn und studierte am Brooklyn Conservatory of Music; 1961 entstanden erste Aufnahmen, als er bei Cal Masseys Album Blues to Coltrane (Candid) mitwirkte. In dieser Zeit hatte er einige Nebenrollen in Spielfilmen, wie in den Ossie-Davis-Filmen Wenn es Nacht wird in Manhattan (1970) und The Wiz (1978), und war Mitglied der Screen Actor’s Guild. Brodie lebte in den folgenden Jahren im Sullivan County, wo er mit lokalen Musikern auftrat, in den 1980er-Jahren mit Illinois Jacquet. Unter eigenem Namen legte er mehrere Alben vor wie And the Real Thing (1975), Unforgettable Sax (1994) und Songs for Anu. 1981 entstand mit J. R. Monterose das Livealbum Bebop Loose & Live. Im Bereich des Jazz war er zwischen 1961 und 1994 an 15 Aufnahmesessions beteiligt, unter anderem mit Vera Auer.
Hugh Brodie starb am 5. April 2017 im Alter von 84 Jahren an der Seite seiner Frau in einem Altenheim. Er hinterließ drei Töchter und einen Sohn.